# Acronema refugicola
Acronema refugicola là một loài thực vật có hoa trong họ Hoa tán. Loài này được Farille & Lachard mô tả khoa học đầu tiên năm 2002.